# Gwembe
Gwembe  este un oraș  în  Provincia de Sud, Zambia. Orașul are funcție agrară dezvoltată pe urma plantațiilor de bumbac. Orașul dispune de o stație de egrenat bumbacul, care asigură locuri de muncă rezidenților.